# Eugene Nida

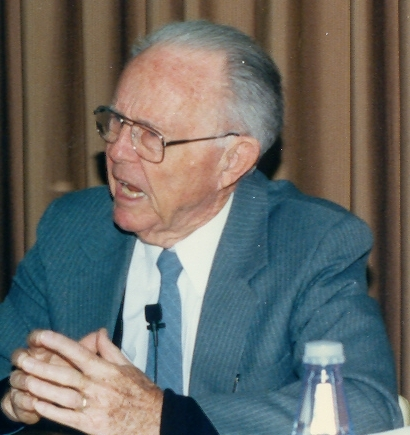
Eugene Nida

Eugene Albert Nida (* 11. November 1914 in Oklahoma City; † 25. August 2011 in Brüssel oder Madrid) war ein US-amerikanischer baptistischer Pastor, Linguist und Bibelübersetzungstheoretiker. Er entwickelte die Theorie der funktional-äquivalenten Bibelübersetzung, die heute für moderne kommunikative Übersetzungen der biblischen Bücher bestimmend ist.

## Leben
Nida ist ein Sohn des Chiropraktikers Dr. Richard Eugene Nida und seiner Frau Alma Ruth McCullough. Er beendete 1936 sein Studium der Sprachwissenschaft an der University of California. 1937 nahm er ein Studium an der privaten University of Southern California auf, wo er 1939 den Master of Arts in neutestamentlichem Griechisch ablegte. Im selben Jahr erhielt er einen Ruf als Pastor der Calvary Church im südkalifornischen Santa Ana. 1943 wurde er an der University of Michigan mit der Schrift A Synopsis of English Syntax in Linguistik promoviert und als Pastor der Northern Baptist Convention ordiniert. Von 1943 bis zu seinem Ruhestand arbeitete Nida als Sprachwissenschaftler und Übersetzungstheoretiker für die American Bible Society. Seine beiden Werke Toward a Science of Translating (1964) und The Theory and Practice of Translation (1969) gelten bis heute als wegweisend für eine moderne kommunikative Bibelübersetzung. Die Evangelisch-Theologische Fakultät der Westfälischen Wilhelms-Universität Münster verlieh ihm 1966 die Ehrendoktorwürde. Zuletzt lebte Nida, der unter Morbus Alzheimer litt, mit seiner zweiten Ehefrau, der Übersetzerin Elena Fernandez-Miranda, in Brüssel und Madrid.

## Veröffentlichungen (Auswahl)
- Exploring semantic structures, München 1975
- Theorie und Praxis des Übersetzens unter besonderer Berücksichtigung der Bibelübersetzung, London 1969
- Gott spricht viele Sprachen, Stuttgart 1968 (2. Auflage)
- Morphology: The Descriptive Analysis of Words - (Univ. of Michigan Press, 2nd ed. 1949)